# Aich, Weitensfeld im Gurktal
Aich je naselje v Občini Weitensfeld im Gurktal v Okraju Šentvid ob Glini na Koroškem v Avstriji.